# Paun (zviježđe)
Paun (lat. Pavo) jedno je od 88 modernih zviježđa. Oblikovao ga je Johann Bayer u zvjezdanom atlasu Uranometrija. Nalazi se na južnom dijelu nebeske sfere i ne vidi se iz naših krajeva. Najsjajnija zvijezda u zviježđu je Alfa Pauna (α Pav), prividne magnitude 1,94. Zviježđe sadrži veliki kuglasti skup zvijezda NGC 6752 i spiralnu galaktiku NGC 6744.